# Pseudanthias pulcherrimus
Pseudanthias pulcherrimus är en fiskart som först beskrevs av Phillip C. Heemstra och Randall, 1986.  Pseudanthias pulcherrimus ingår i släktet Pseudanthias och familjen havsabborrfiskar. Inga underarter finns listade i Catalogue of Life.